# Liolaemus irregularis
Liolaemus irregularis — вид ігуаноподібних ящірок родини Liolaemidae. Ендемік Аргентини.

## Поширення і екологія
Liolaemus irregularis мешкають в департаментах Лос-Андес і Росаріо-де-Лерма в провінції Сальта та в департаменті Сускес в провінції Жужуй. Вони живуть на кам'янистих схилах гір, місцями порослих рослинністю. Зустрічаються на висоті від 3060 до 5000 м над рівнем моря. Живляться рослинністю, є живородними.